# 徐文立
徐文立（1943年7月9日—），中國安徽安慶人，中华人民共和国持不同政见者。中國民主牆運動的參與和組織者，主編《四五論壇》，是中國民主黨的領袖之一。两次被中國政府逮捕入獄，共被判28年，實際服刑16年 。1993 年和 2002 年，前后两次得到美国克林顿政府和小布什政府与各民主国家及国际舆论的特别营救，2002 年 12 月 24 日圣诞夜直接从监狱流亡至美国，获美国布朗大学荣誉博士。2003年至2013年於布朗大學沃森國際研究院任高級研究員，任教9年，现已荣退。原創《人類正常社會秩序論》於獄中。

## 出身與入獄
徐文立原籍安徽安慶，抗日戰爭期間1943年7月9日出生於江西安福，父親徐裕文系抗日將領（軍醫、抗日後方醫院院長），1952年因公離世。      
1945年8月15日抗戰勝利后，和父母從江西隨國民政府遷都回南京，之後曾生活在安徽滁縣、福建福州市、安徽安慶市，在安慶完成小學學業；之後1957年隻身前往吉林長春市隨大姐就學於東北師大附中；再後1960年來到北京隨母親和二姐二哥共同生活，就學於北京七中，1963年以優異的成績完成中學學業，因不滿當時大學的教育制度和教育方式毅然放棄報考大學的機會，勵志自學成才，1963－1964年曾自費考察中國農村，自修哲學、政治理論、歷史，飽覽世界文學名著； 1964－1969年服兵役，服務於海軍航空兵； 1969－1981年從軍隊復員後，就職於北京鐵路分局，1977年以同等學力身份報考北京大學新聞系中國報刊史專業，1981年4月9日被捕 。
徐文立是70年代末中國民主牆運動的參與者与組織者，78年11月26日開始主編《四五論壇》，為民主牆第一份民辦刊物。趙南、呂樸是主要合作者，《四五論壇》1978年11月至1980年3月成為當年辦刊時間最長的民辦刊物，共出版十七期。
徐文立為了建立政治反對黨于1980年6月10-12日在北京甘家口會議上與王希哲、孫維邦、劉二安進行了討論，因此在1981年被定為組織反革命集團罪。
徐文立於1980年11月15日提出全面改革中國社會的“庚申變法建議書”，以及1979年10月1日參與組織和領導“星星美展”的遊行等一系列活動，因此在1981年被定為反革命宣傳煽動罪。
1981年4月9日深夜被捕，1982年被判刑15年、剝奪政治權利4年。
1993年5月26日被假釋。 之後，遊歷四方，為在中國建立政治反對派做思想和組織做準備。
1997年11月29日，提出“結束一党專制  建立第三共和  重塑憲政民主  保障人權自由”的政治綱領和“公開、理性、和平、非暴力”的政治路線，與秦永敏等全國異議人士建立中國政治反對派。
1998年11月9日與查建國、高洪明、劉世遵、何德普等人成立中國民主黨京津黨部。同月30日被捕，被判刑13年、剝奪政治權利3年。

## 流亡海外
2002年12月24日，在美國駐華大使館人權事務官藍墨客協助下
，徐文立以“保外就醫”流亡美國。

## 評價
《紐約時報》 (NYT) 稱: China's Most Prominent Political Prisoner ——中國最知名的政治犯。
南希·裴洛西稱：Mr. Xu is one of China's bravest, most eloquent and also most measured advocates of democracy.——徐先生是中國最勇敢，最长於雄辯，也是最能把握程度的提倡民主人士之一。
《華盛頓郵報》稱：In the struggle for the values that matter most, Mr. Xu and his compatriots, not their captors, should be recognized as America's true partners.——在這場為人類最珍貴的價值的鬥爭中，徐先生和他的同胞們才應該是美國真正的搭檔，而不是逮捕他們的人。
《英國廣播公司 》（BBC）稱:  The Godfather of Dissent——異議人士教父。 
通常又稱徐文立為：Co-founder, China Democracy Party——中國民主黨創始人之一。

## 現況
2003年5月26日獲美國布朗大學榮譽博士，时任布朗大學沃森國際研究所高級研究員。
2004年1月28日起在布朗大學講授“中國民主牆和中國民主黨史及中國近現代簡史、中國大歷史”。
2003年3月26日創建“關注中國中心”（CCC），任主席。
2004年12月3日成立“中國民主黨海外流亡總部”，任召集人。
2005年3月9日再次提出“擯棄一黨專制，擱置臺灣獨立，復興民主中國，共建富裕聯邦”的政治主張。
2006年5月15日草擬並代表“中國民主黨海外流亡總部”提出《敦促中共政府在大陸實行政治改革的路線圖和時間表》。
2007年6月5日在中國民主黨全國聯合總部第一次海外代表大會上被選舉爲中國民主黨聯合總部主席。該次大會確認了追隨辛亥革命諸先賢開創的亞洲第一共和，尊重1946年制憲國大確立的第二共和，勵志建設自由富裕、人權平等、憲政民主的中國第三共和。
2008年完成了本人的“自由民主社會二大基石和人類正常社會三個支點”的研究，11月15日在香港出版了《人類正常社會秩序概論》。
2009年9月25日發起簽署“和平協議”，建設“公民三有”的憲政民主中國致中國海峽兩岸領導人的公開信。（發表在《紐約時報》）
2010年成功地參與了劉曉波榮獲諾貝爾和平獎的推薦工作。
2010年3月開始發起“走向共和 、薪火相傳、紀念辛亥革命建國”共和聖火全球接力活動，2010年6月4日聖火在德國柏林牆倒塌處點燃，隨後進行了三個月的走向共和 、薪火相傳歐洲萬里行， 2010年12月31日在國父孫逸仙當年起事的舊金山致公堂點燃了紀念中華民國100週年的聖火。
2011年6月6日在中國民主黨全國聯合總部第二次海外代表大會上再次被選舉爲中國民主黨全國聯合總部主席。
2013年，年逢70歲，從布朗大學榮休；7月9日主動請辭中國民主黨全國聯合總部主席職務。

## 參看
- 中國持不同政見者列表
- 西單民主牆

## 徐文立作品列表
·徐文立、贺信彤合著《徐文立狱中家书》（1996年在香港出版）
·徐文立著《我以我血荐轩辕（狱中手记）》（1985年、2001年先后在美国出版）
·徐文立著《人类正常社会秩序概论》中英文组合版（2008年在香港出版）
·徐文立著《人类正常社会秩序概论》中文增订版（2018年在美国免费发表）
·徐文立和一对年轻夫妇共同制作《徐文立视角》系列视频（2018 YouTube）
·徐文立著《流亡二十年文选》（2022在美国免费发表）
·徐文立著《人类正常社会秩序论》中文正体版本（2020年在台湾出版）
·徐文立著《人类正常社会秩序论》中文简体版本（2024年在美国出版）
·徐文立、贺信彤合著《狱中狱与狱外狱》中文正体版（2021年在台湾出版）
·徐文立、贺信彤合著《狱中狱与狱外狱》中文简体版（2024年在美国出版）

## 資料來源及註釋
1. ↑  artda. .   [2009-10-08]. （原始内容存档于2016-03-03）.
2. ↑  NEW YORK TIMES. .   [1981-04-20]. （原始内容存档于2019-06-16）.
3. ↑  NEW YORK TIMES. .   [1993-05-26]. （原始内容存档于2019-06-21）.
4. ↑  NEW YORK TIMES. .   [1998-12-21].
5. ↑  Alan Hunt. . Baylor University. 2003-02-27  [2021-11-12]. （原始内容存档于2021-11-12）.
6. ↑  NEW YORK TIMES. .   [2002-12-25]. （原始内容存档于2021-02-25）.
7. ↑  JOSEPH KAHN. .   [2003-01-02]. （原始内容存档于2019-06-22）.
8. ↑  Nancy Pelosi. .   [2002-06-04]. （原始内容存档于2010-10-10）.
9. ↑  Washington Post. .   [2002-06-03]. （原始内容存档于2011-07-21）.
10. ↑  BBC. .   [1998-12-01]. （原始内容存档于2021-05-05）.
11. ↑  大紀元. .   [2003-05-28]. （原始内容存档于2019-06-09）.
12. ↑  大紀元. .   [2010-03-16]. （原始内容存档于2019-06-08）.
13. ↑  民主党芝加哥分部. .   [2011-06-09].[永久]

## 外部連結
- 徐文立布朗大學主頁 （页面存档备份，存于）
- 徐文立文集 （页面存档备份，存于）
- 徐文立谈他的早期生活和政治经历（视频） （页面存档备份，存于）
- 中国民主党全国联合总部(海外官网） （页面存档备份，存于）